# Miklušova věznice

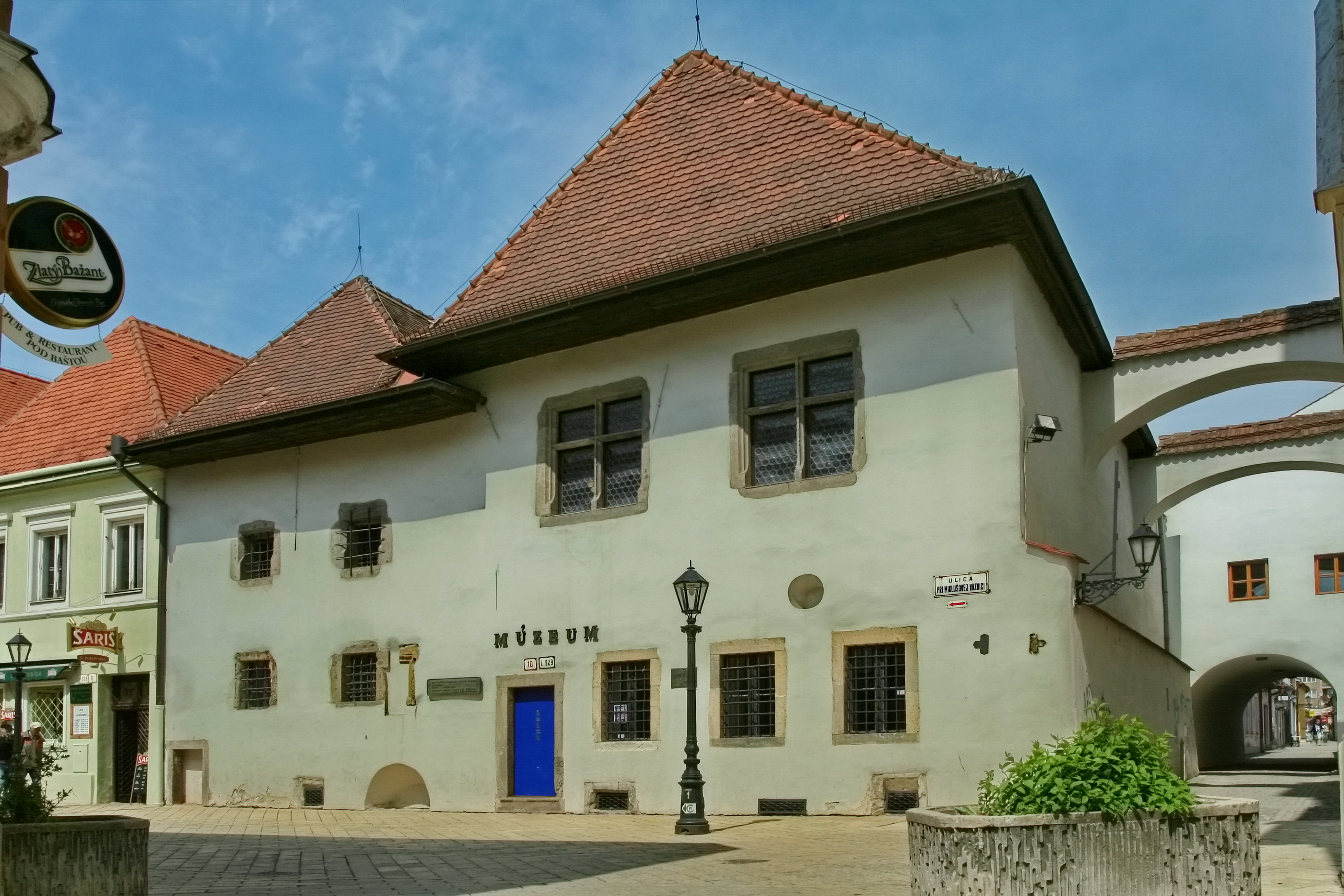
Miklušova věznice je jedním z mála zachovaných gotických objektů v Košicích

Miklušova věznice (slovensky Miklušova väznica) v Košicích, je soubor dvou propojených gotických měšťanských domů z první poloviny 15. století, které byly na počátku 17. století přebudovány pro potřeby městské věznice a mučírny. Pro tyto účely sloužily až do roku 1909, pak byly předány do správy Hornouherskému muzeu (dnešní Východoslovenské muzeum), které v ní plánovalo instalovat expozici dějin města. K tomu došlo až po komplexní rekonstrukci ve válečných letech 1940-1942.
V roce 2009 byla dokončena rozsáhlá rekonstrukce muzejního areálu ve východní části košické městské památkové rezervace, která propojila sousedící objekty Miklušovy věznice, Katovy bašty a Rodoštu - památný dům Františka II. Rákociho. Opětovně byly zpřístupněny prostory katova bytu a na nádvoří vzniklo lapidárium.